# Armando Sadiku
Armando Sadiku (* 27. května 1991, Elbasan, Albánie) je albánský fotbalový útočník a reprezentant, od roku 2018 hráč klubu Levante UD.
Jeho otec jej pojmenoval podle argentinského fotbalisty a reprezentanta Diega Armanda Maradony.

## Klubová kariéra
- KF Turbina Cërrik (mládež)
- KF Turbina Cërrik 2008–2009
- KS Gramozi Ersekë 2009–2010
- KF Elbasani 2010–2011
- FC Locarno 2011–2012
- FC Lugano 2012–2013
- FC Zürich 2014–
- →  FC Vaduz (hostování) 2016
- →  FC Lugano (hostování) 2017
- Legia Warszawa 2017–2018
- Levante UD 2018–[3]

## Reprezentační kariéra
Nastupoval za albánské mládežnické reprezentace U19 a U21.
V A-mužstvu Albánie debutoval 29. 2. 2012 v přátelském utkání v Tbilisi proti týmu Gruzie (porážka 1:2).

### EURO 2016
Italský trenér albánského národního týmu Gianni De Biasi jej vzal na EURO 2016 ve Francii. Na evropský šampionát se Albánie kvalifikovala poprvé v historii. Sadiku vstřelil vítězný gól na konečných 1:0 v posledním zápase základní skupiny A proti Rumunsku, čímž se stal historicky prvním albánským střelcem gólu na Mistrovství Evropy a zajistil Albánii první tři body na šampionátu.